# Professorenkatalog
Professorenkatalog wird ein gedruckt oder online vorliegendes Verzeichnis der Professoren einer Hochschule genannt. Herausgeber der Verzeichnisse sind in der Regel die Hochschulen selbst. Betreut werden die Veröffentlichungen u. a. von den jeweiligen Universitätsarchiven. Den Entstehungshintergrund von Professorenkatalogen bilden z. B. Hochschuljubiläen. Ende des 20. beziehungsweise zu Beginn des 21. Jahrhunderts begannen mehrere Hochschulen, Professorenkataloge anzulegen.

## Inhalt
Professorenkataloge nennen die Tätigkeitsgebiete sowie -phasen der einzelnen Hochschullehrer an den betreffenden Einrichtungen. Zudem weisen sie die Lebensdaten und teilweise auch Publikationslisten der Hochschullehrer auf, die gemäß Amtsbezeichnung Professoren sind beziehungsweise waren.

## Professorenkataloge

### Gedruckt
- Hartmut Schleiff, Roland Volkmer, Herbert Kaden: Catalogus Professorum Fribergensis: Professoren und Lehrer der TU Bergakademie Freiberg 1765 bis 2015. TU Bergakademie Freiberg 2015, ISBN 978-3-86012-492-5.
- Dagmar Drüll: Heidelberger Gelehrtenlexikon. Springer, Berlin/Heidelberg 1986–2009.
  - 1386–1651. 2002, ISBN 3-540-43530-1.
  - 1652–1802. 1991, ISBN 3-540-53472-5.
  - 1803–1932. 1986, ISBN 3-540-15856-1; 2. erweiterte Auflage 2018, ISBN 978-3-658-26396-6.
  - 1933–1986. 2009, ISBN 978-3-540-88834-5.
- Wilhelm Ebel: Catalogus professorum Gottingensium 1734–1962. Vandenhoeck & Ruprecht, Göttingen 1962.
- Karl Konrad Finke: Tübinger Professorenkatalog. Band 1.2, Jan Thorbecke Verlag, Ostfildern 2011, ISBN 978-3-7995-5452-7.
- Dorit Petschel (Bearb.): Die Professoren der TU Dresden 1828–2003. Böhlau, Köln, Weimar, Wien 2003, ISBN 3-412-02503-8.
- Sönke Lorenz (Hrsg.): Tübinger Professorenkatalog, Band 1.1, Jan Thorbecke Verlag, Ostfildern 2006, ISBN 978-3-7995-5451-0.

### Online vorliegend
- RWTH Aachen: Professoren/innen und Dozenten/innen der RWTH (1870-1995)
- Universität Bamberg: Professorinnen- und Professorenkatalog
- Freie Universität Berlin: FU-Lexikon
- Technische Universität Berlin: Catalogus Professorum
- Technische Universität Braunschweig: Braunschweiger Professor*innen-Katalog
- Technische Universität Dresden: Catalogus professorum dresdensis
- Universität Göttingen: Catalogus professorum Gottingensium 1734–1962
- Universität Halle-Wittenberg: Catalogus Professorum Halensis
- Universität Hamburg: Hamburger Professorinnen- und Professoren-Katalog
- Universität Helmstedt: Professorenkatalog der Universität Helmstedt
- Universität Kiel: Kieler Gelehrtenverzeichnis
- Universität zu Köln: Galerie der Professorinnen und Professoren der Universität zu Köln
- Universität Leipzig:
  - Professorenkatalog der Universität Leipzig
  - Professoren der Universität Leipzig 1945–1993
- Universität Mainz: Gutenberg Biographics, Verzeichnis der Professorinnen und Professoren der Universität Mainz 1946–1973
- Universität Marburg: Marburger Professorenkatalog
- Universität Rostock: Catalogus Professorum Rostochiensium